# Narodna palača kulture
Narodna palača kulture (bolgarsko Национален дворец на културата, latinizirano: Nacionalen dvorec na kulturata; skrajšano kot НДК, NDK), stoji v Sofiji, glavnem mestu Bolgarije in je eno največjih večnamenskih konferenčnih in kulturnih središč na svetu. Odprt je bil leta 1981 ob praznovanju 1300. obletnice Bolgarije.
Center je nastal na predlog Ljudmile Živkove, hčerke komunističnega voditelja nekdanje Ljudske republike Bolgarije Todorja Živkova. Projekt je zasnovala skupina bolgarskih in tujih arhitektov, ki jih je vodil Alexander Georgiev Barov (1931–1999) skupaj z Ivanom Kanazirevom. Krajinsko ureditev trga Bolgarija pred Narodno palačo kulture je zasnovala druga ekipa arhitektov in krajinskih inženirjev, ki jo je vodil Atanas Agura. Notranjost stavbe je enoten slog z uporabo osmerokotnega motiva in močnih temnih barv. Velike svetle freske, ki prikazujejo zgodovinske osebnosti in dogodke, pokrivajo glavno steno številnih manjših dvoran.
V 1990-ih, takoj po spremembi političnega modela v državi, je NDK izgubil pomemben del svojega premoženja, vključno z infrastrukturo, poslovnimi površinami in parkirišči. Od leta 2011 se je NDK preoblikoval v gospodarsko družbo, a ostaja v državni lasti. Je samooskrbna in ne prejema nobenih subvencij. Prvo javno finančno poročilo Palače je bilo objavljeno leta 2012. Precejšen del prihodkov letno investira v nove projekte in lastne kulturne dogodke.
Festivalski in kongresni center (FKC) je podružnica NDK v Varni. Ustanovljen je bil leta 1986 in postopoma postaja središče nekaterih najprestižnejših dogodkov na področju umetnosti in kulture. FKC je gostitelj umetniških dogodkov in festivalov, znanstvenih srečanj, seminarjev itd. FKC je obraz Bolgarije, ko gre za prestižne mednarodne kongresne organizacije, kot so ICCA, EFCT, AIPC in je vključen v edino vseevropsko mrežo kinematografov, Europe Cinema, v Evropski uniji (EU).
Mednarodna organizacija kongresnih centrov je julija 2005 razglasila Narodno palačo kulture za najboljši kongresni center leta na svetu.
Konferenčni center je opremljen za organizacijo različnih dogodkov, vključno s koncerti, večjezičnimi konferencami, razstavami in predstavami. Ima 123.000 kvadratnih metrov površine v osmih nadstropjih in treh podzemnih nivojih. Narodna palača kulture ima 13 dvoran in 15.000 kvadratnih metrov razstavnih površin, trgovski center in parkirišče. Glavna dvorana lahko sprejme več kot 3000 ljudi.
V NDK poteka Sofijski mednarodni filmski festival.

## Upravljanje
Palačo od maja 2011 upravlja upravni odbor. Od oktobra 2016 upravni odbor sestavljajo: Valentin Krastev (predsednik), Miroslav Boršoš (izvršni direktor) in Ljudmil Veselinov (član upravnega odbora).

## Prostor in oprema
Skupna funkcionalna površina stavbe je 123.000 kvadratnih metrov v osmih nadstropjih, štirih panoramskih terasah in treh podzemnih nivojih. Na voljo je 12 večnamenskih dvoran, ki sprejmejo od 50 do 4000 sedežev. Vsaka dvorana ima tematsko podobo.
Tu je tudi 54 pisarn in seminarskih sob, 17.000 kvadratnih metrov preddverja, primernih za razstavne prostore, ter pet restavracij in catering podjetij.
Osebje prizorišča vključuje strokovne konferenčne ekipe, ki pomagajo pri pripravi in izvedbi dogodkov. Objekti vključujejo: ozvočenje, razsvetljavo, simultano prevajanje, video in snemalno opremo, odrske kulise in razstavne module.

## Dejavnosti
NDK letno gosti več kot 300 dogodkov, kot so mednarodne konvencije, politični forumi, poslovne konference, znanstveni simpoziji, glasbeni in filmski festivali, koncerti, plesne predstave, gledališča, razstave in sejmi.
Drugi redni dogodki so medijske predstavitve v namenskem 60-sedežnem Press klubu, izobraževalni seminarji in predavanja.
Med gostujočimi orkestri in nastopajočimi skupinami so bili: Bolšoj teater, Teatro alla Scala, Leningrajsko akademsko operno in baletno gledališče S. M. Kirov, Londonski simfonični orkester, Simfonični orkester iz Sankt Peterburga, Dunajski filharmonični orkester, Dunajska državna opera, Kraljevi švedski balet, Britanski Kraljevi balet in Španski nacionalni balet. Gostujoči dirigenti so bili: Herbert von Karajan, Claudio Abbado, Riccardo Muti, David Giménez Carreras, Emil Tabakov, Rossen Milanov, Naiden Todorov in Metodi Matakiev.
Med pomembnimi gostujočimi izvajalci so bili: Andrea Bocelli, José Carreras, Nikolaj Gjaurov, Gena Dimitrova, Montserrat Caballé, Mezzoforte, Al Bano in Romina Power, Omara Portuondo, Ibrahim Ferrer in Buena Vista Social Club, Sting, Paco de Lucía, Chris de Burgh, Joe Cocker, Mark Knopfler, James Brown, Goran Bregović, Anna Tomova-Sintova, Gija Kančeli, Jurij Bašmet, The Mystery of Bulgarian Voices, Hugh Laurie, Gary Moore, Steve Vai, Anastacia, Uriah Heep in drugi.
Plesni in show nastopi so bili: Lord of the Dance Michaela Flatleyja, Fire of Anatolia, Night of the Sultans, Shaman, David Copperfield, Cirque Éloize in druge. Umetniške razstave so bile: Joan Miró – Umetniška dela, Oscar Tusquets Blanca – Oblikovanje, Vladimir Dimitrov – Mojster, Stojan Iliev in Narodna umetniška galerija.
Je bila tudi prizorišče otvoritvene slovesnosti zimske univerzijade 1983.

## Umetniška dela
NDK je naravno domovanje več kot 80 monumentalnih umetniških del - slik, kipov, mozaikov, fresk, lesorezbarskih in kovinskih del, ki so jih posebej za notranjost palače ustvarili vodilni bolgarski umetniki iz druge polovice 20. stoletja.
V glavni stavbi NDK so umetniška dela nekaterih najbolj uveljavljenih bolgarskih umetnikov – Dečko Uzunov, Marin Vurbanov, Svetlin Roussev, Pavel Kojčev, Teofan Sokerov, Anton Dončev, Dimitur Kirov, Ivan Kirkov, Hristo Stefanov, Galin Malakčijev in drugi.
Logotip palače predstavlja feniksa, ki ga oblikujejo ukrivljeni trakovi in žarki, postavljeni v krog. Emblem je delo grafičnega oblikovalca Stefana Kančeva.
Bronasta umetnina nad glavnim vhodom je delo Georgija Čapkanova in predstavlja stilizirano sonce, ki spominja na strop v starih bolgarskih hišah. Simbol ima premer približno 7 metrov. Iz njegove konkavne poloble sevajo klasja.
V avli palače stoji pozlačena skulptura Preporod, znana tudi kot Mati Bolgarija kiparja Dimitra Bojkova, ki simbolizira gostoljubno in oživljeno Sofijo. Del notranjosti NDK je še eno reprezentativno znamenje – v sončne žarke vtkana ptica, ki simbolizira polet k znanju in svetlobi.

## Nagrade
- 2010 Drugo mesto na mednarodnem tekmovanju za nagrado Apex Mednarodnega združenja konvencij (AIPC)
- 2009 Srebrna nagrada revije New European Economy za najboljši kongresni center
- Evropska nagrada za kakovost 2008 Evropske poslovne skupščine (EBA), nagrada za nečimrnost
- 2005 Nagrada Apex Apex za najboljši kongresni center na svetu s strani AIPC
- 2003 Drugo mesto na mednarodnem tekmovanju za nagrado Apex za najboljši kongresni center na svetu AIPC

## Mednarodne konference
Center je organiziral mednarodne konference, kot sta: 
- Svetovna zdravstvena organizacija (WHO)
- Svetovno srečanje regionalne komisije WHO za Evropo in UNESCO
- Konferenca ministrov za kulturo jugovzhodne Evrope leta 2012
- Leta 2009 je gostil peti mednarodni kongres o energetski učinkovitosti in obnovljivih virih energije v jugovzhodni Evropi in srečanje predsedujočih ekonomsko-socialnih svetov držav članic Evropske unije.
- Leta 2007 je v centru potekal letni gospodarski forum držav Srednjeevropske pobude.
- Leta 2006 je potekalo dvanajsto srečanje zunanjih ministrov držav Organizacije za varnost in sodelovanje v Evropi (OVSE).
- Leta 1988 je potekala 80. konferenca Medparlamentarne unije.